# 오토모노 야카모치

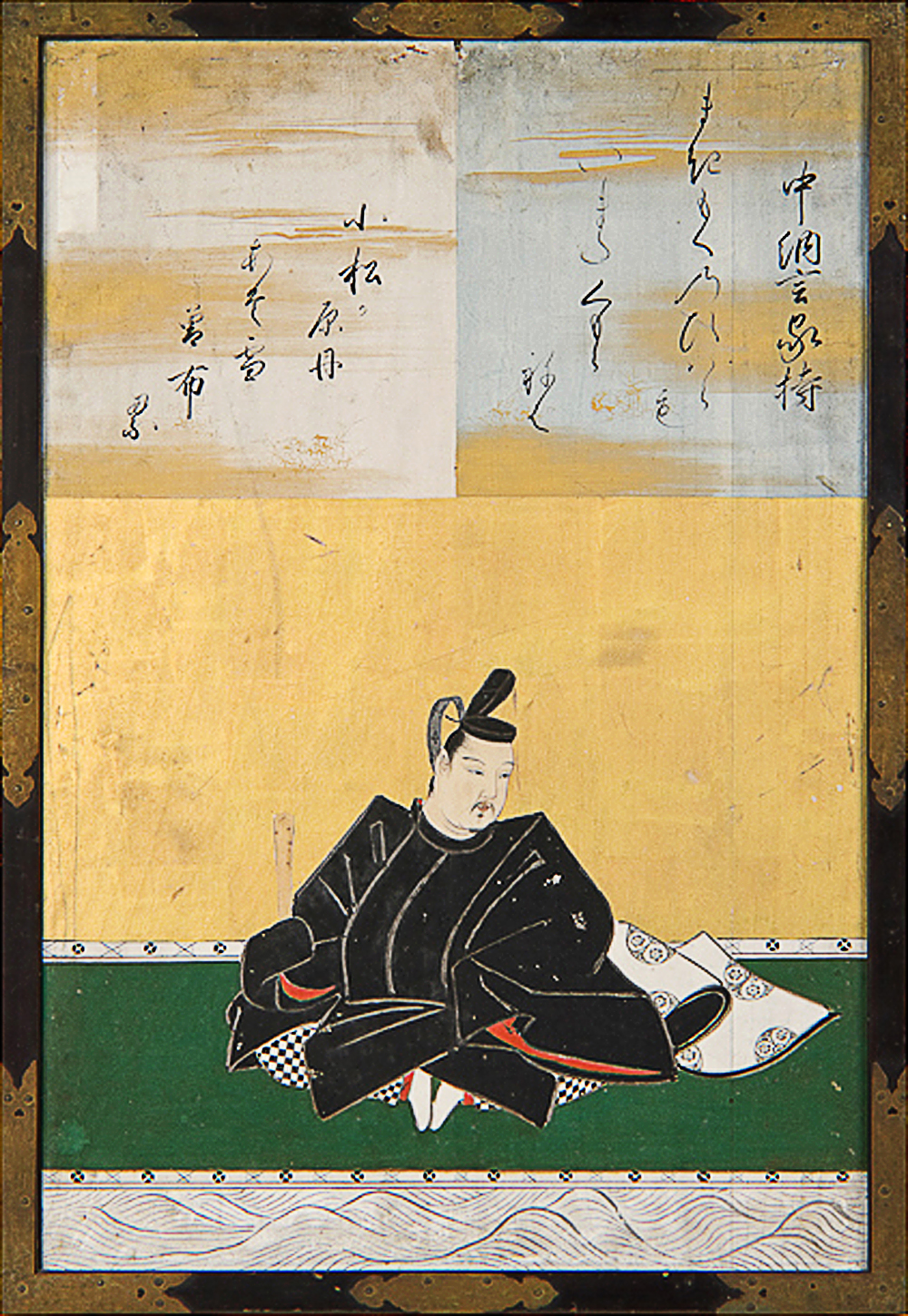
오토모노 야카모치

오토모노 야카모치(일본어: 大伴家持, 718년경 ~ 785년 10월 5일)는 일본 나라 시대 말기의 관리이자, 《만요슈》 제4기의 가인(歌人)으로 알려져 있으나, 그의 집안인 오오토모 집안은 원래 야마토 조정에서 대대로 무예를 맡아온 무문(武門)이었다. 할아버지 야스마로(安麻呂), 아버지 다비토(旅人)와 함께 고급 관리로서 역사에 이름을 남겼으며, 덴표(天平) 시대의 정쟁을 헤치고 엔랴쿠(延曆) 연간에 이르러 주나곤(中納言)의 지위에까지 올랐다. 한 많은 인생 경험을 심화시키고 자연을 단순한 감각의 대상으로서가 아닌 심정(心情)의 상징으로 다루어, 근대적 가풍(歌風)을 개척했다는 평가를 받고 있다.

## 경력
덴표 10년(738년)에 내사인(內舍人)을 맡고 있었던 기록이 보이며, 덴표 12년(740년)에 일어난 후지와라노 히로쓰구(藤原廣嗣)의 난의 평정을 기원하는 쇼무(聖武) 천황의 이세(伊勢) 행차에도 따라갔다. 덴표 17년(745년)에 종5위하 관위를 받았으며, 이듬해 3월에는 궁내소보(宮内少輔), 7월에는 엣추노카미(越中守)가 되어 덴표쇼호(天平勝寶) 3년(751년)까지, 엣츄노쿠니를 다스리는 동안 220여 수에 달하는 노래를 읊었다고 전한다.
쇼나곤(少納言)이 되면서 수도로 귀경한 뒤, 덴표쇼호 6년(754년) 병부소보(兵部少輔)로 임명되어 이듬해 나니와(難波)에서 방인(防人)의 검교를 맡게 된다. 이 때의 방인과의 만남이 《만요슈》의 방인가수집(防人歌収集)으로 엮여 실려 있다. 덴표호지(天平寶字) 2년(758년)에 이나바노카미(因幡守)가 되었으며, 이듬해 1월에 읊은 이나바 고쿠후(國府)에서의 노래는 《만요슈》의 맨 마지막에 실린 노래가 되었다.
이보다 앞서 덴표호지 원년(757년)에 고켄(孝謙) 여제를 폐위하고 다른 황자를 즉위시키려다 발각된 다치바나노 나라마로(橘奈良麻呂)의 난이 일어났을 때, 야카모치는 이 난에 직접적으로 가담하지는 않았지만 후지와라노 요시쓰구(藤原良繼) · 이소노카미노 야카쓰구(石上宅嗣) · 사에키노 이마에미시(佐伯今毛人) 등 세 명과 함께 당시의 권신 후지와라노 나카마로(藤原仲麻呂)의 암살 계획을 입안했다고 여겨진다. 암살 계획은 미수에 그쳤고, 덴표호지 7년(763년)에 다른 세 사람과 함께 야카모치도 체포되었지만, 후지와라노 요시쓰구 한 명이 모든 책임을 뒤집어쓰면서 문죄를 면했다. 하지만 이듬해(764년)에 사쓰마노카미(薩摩守)로 좌천된다. 진고케이운(神護景雲) 원년(767년) 다자이쇼니(大宰少弐)로 옮겨진다.
진고케이운 4년(770년) 쇼토쿠(稱德) 천황이 승하한 뒤, 좌중변(左中弁) 겸 중무대보(中務大輔)라는 요직을 맡게 되었다. 같은 해에는 정5위하로 승진했다. 고닌(光仁) 천황의 치세에 야카모치는 식부대보(式部大輔)ㆍ좌경대부(左京大夫)ㆍ위문독(衛門督) 같은 수도의 요직이나 가즈사(上總)ㆍ이세 같은 대국의 카미(守)를 역임하는 한편, 호키(寶龜) 2년(772년)에는 종4위하, 호키 8년(777년) 종4위상, 호키 9년(778년) 정4위하로 순조롭게 승진해 나갔고, 호키 11년(780년) 참의로서 공경의 반열에 오르게 되었고, 이듬해인 호키 12년(781년)에는 종3위가 되었다.
간무(桓武) 천황의 치세인 덴오(天應) 2년(782년) 정월에는 황족 히카미노 가와쓰기(氷上川繼)의 난에 관여했다는 혐의를 받아 잠시 삭탈관직되어 수도에서 쫓겨나기도 했다. 그러나 석 달 뒤인 4월에 죄를 사면받고 참의로 복직, 이듬해인 엔랴쿠 2년(783년)에 주나곤의 자리에까지 오르지만, 엔랴쿠(延曆) 4년(785년) 겸임하고 있던 무쓰안찰사(陸奥按察使)ㆍ지절(持節) 정동장군(征東將軍)의 직무 수행을 위해 머무르고 있던 무쓰(陸奧) 국에서 숨을 거두었다. 그때 나이 68세였다.
숨을 거둔 직후, 새로 축조중이던 나가오카쿄(長岡京)에서 일어난 후지와라노 다네쓰구(藤原種繼) 암살 사건에 야카모치 자신도 관여했었다는 혐의를 받게 되었고, 그의 시신은 땅에 묻히는 것을 허락받지도 못하고 제명되었다. 아들 나가누시(永主)는 오키(隱岐) 국에 유배당했다. 헤이안쿄(平安京)로 수도를 옮기고 간무 천황이 숨을 거두고 난 뒤인 다이도(大同) 3년(806년)에야 죄가 사면되어, 종3위 관위를 다시 회복하게 되었다.

## 가인(歌人)으로서의 야카모치
그가 지은 와카는 장가ㆍ단가 합쳐 모두 473수가 《만요슈》에 수록되어 있으며, 이는 《만요슈》전체 분량의 1할이 넘는다. 이를 통해 《만요슈》의 최종 편찬자는 바로 오토모노 야카모치였다고 추정되고 있다. 《만요슈》에 실리지 않은 다른 와카도 있는데 덴노의 명으로 편찬된 《슈이와카슈(拾遺和歌集)》에 3수의 와카가 실린 이래로 칙선(勅撰)으로 편찬된 와카집에 실린 것은 모두 60수에 달한다. 그의 노래 가운데 하나인 '바다에 가면(원제: 海ゆかば)'은 태평양전쟁 당시에 일본군의 군가로서 그 가사가 쓰였으며(작곡: 노부토키 기요시) 일본군 병사들에게 옥쇄를 장려하는 노래로 불리기도 했다.

## 계보
- 아버지: 오토모노 다비토(大伴旅人)
- 어머니: 다지히노 이라쓰메(丹比郎女)
- 부인: 사카노우에노 오이라쓰메(坂上大嬢)[3]
  - 아들: 오토모노 나가누시(大伴永主)